# Operacja Husky
Operacja Husky – kryptonim inwazji na Sycylię, dokonanej przez wojska aliantów w czasie II wojny światowej.

## Planowanie
Na początku 1943 roku najwyższe dowództwo aliantów zdało sobie sprawę, że nie zdoła już otworzyć „drugiego frontu” w tym roku, przeprowadzając inwazję na Francję. Postanowiono więc wykorzystać jednostki, które uczestniczyły w kampanii północnoafrykańskiej do wykonania inwazji na Sycylię. Celem strategicznym tej inwazji było pozbawienie państw Osi Sycylii jako bazy wypadowej dla lotnictwa i marynarki i tym samym otwarcie dla aliantów całego Morza Śródziemnego. Drugim celem było wciągnięcie do działań wojennych większej ilości sił włoskich, z nadzieją na ewentualne wyeliminowanie tego państwa z wojny. Sama inwazja na Sycylię miała też służyć jako próba generalna przed atakiem na same Włochy, choć to ostatnie nie było jeszcze uzgodnione, a Stany Zjednoczone były raczej przeciwko temu przedsięwzięciu, gdyż uważały, że może ono tylko opóźnić inwazję na Francję.
Dowódcą całej operacji został gen. Dwight Eisenhower, gen. Harold Alexander został dowódcą wojsk lądowych, które otrzymały nazwę 15 Grupy Armii i składały się z brytyjskiej 8 Armii pod dowództwem generała Montgomery’ego i amerykańskiej 7 Armii  dowodzonej przez generała George'a Pattona. Siły obrońców pod dowództwem włoskiego generała Alfreda Guzzoniego składały się z 200-300 tys. żołnierzy włoskich i 30 tys. niemieckich.

## Początek inwazji
Lądowania nastąpiły w bardzo niesprzyjających warunkach, przy silnym wietrze, który z jednej strony utrudnił operację desantową, ale równocześnie umożliwił zaskoczenie obrońców. Miejsce desantu wyznaczono w południowej i wschodniej części wyspy. Wojska brytyjskie stworzyły wschodnie skrzydło frontu, a amerykańskie jego zachodnią część. W ramach inwazji przeprowadzono też cztery operacje powietrznodesantowe w nocy z 9 na 10 lipca. Dwa zrzuty były amerykańskie, a dwa brytyjskie. Dla amerykańskiej 82 dywizji spadochronowej był to chrzest ogniowy. Silne wiatry sprawiły, że zrzut nie był udany. Zaledwie połowa żołnierzy trafiła na zaplanowane miejsca. Nie lepiej powiodło się Brytyjczykom. Zaledwie 12 ze 144 szybowców wylądowało we właściwych miejscach, a część nawet wodowała na morzu. Część spadochroniarzy zginęła jeszcze, zanim dotarła do miejsca zrzutu, część okrętów i statków biorących udział w inwazji otworzyła ogień w kierunku własnych samolotów, zestrzeliwując część z nich.
Desant morski, pomimo niesprzyjającej pogody, odniósł sukces, głównie dlatego że stacjonujący na wybrzeżu obrońcy byli źle wyposażeni i brakowało im środków transportu. Jeden z kontrataków wojsk Osi prawie zepchnął do morza atakujące oddziały amerykańskie, które jednak zostały uratowane w ostatniej chwili przez celny ostrzał okrętów osłaniających lądowanie.
Brytyjczycy zdobyli Syrakuzy praktycznie bez walki, jedynie Amerykanie natrafili na opór wroga, dokładnie w tych miejscach, które miały zająć oddziały spadochronowe. 11 lipca po silnych namowach Eisenhowera i dowódców wojsk spadochronowych Patton zgodził się na następny desant spadochroniarzy, tym razem w środku własnego frontu w celu jego wzmocnienia. Ponownie, raz jeszcze wskutek złej komunikacji wewnętrznej, część okrętów otworzyła ogień do własnych samolotów, strącając 37 ze 144 biorących udział w ataku.

## Przebieg kampanii
Największym problemem postawionym przed Pattonem i Montgomerym był fakt, iż nie istniały praktycznie żadne plany zajęcia wyspy. Już samo planowanie inwazji było zajęciem bardzo trudnym, a wybrany ostatecznie plan autorstwa Montgomery’ego był kompromisem politycznym ze strony Eisenhowera, który odrzucił znacznie lepszy plan Pattona, aby zaspokoić ambicje brytyjskich aliantów. Założono po prostu, że po lądowaniu obie armie będą się posuwały do przodu, wyzwalając rejony, które im zostały przydzielone. Aby uniknąć sporów pomiędzy Pattonem a Montgomerym ustalono nieprzekraczalne granice dla obu armii.
Początek inwazji był bardzo obiecujący, szybko zdobyto Vizzini na zachodzie i Augustę na wschodzie.
Wkrótce jednak wojska brytyjskie trafiły na silny opór wojsk Osi i Montgomery przekonał generała Alexandra do zmiany granic między armiami. Miało mu to pozwolić na szybsze przełamanie oporu wroga, ale z drugiej strony, zabranie Amerykanom ważnych dróg zaopatrzeniowych pozbawiało ich możliwości prowadzenia dalszej ofensywy.
Niezadowolony z takiego przebiegu spraw Patton postanowił zdobyć stolicę Sycylii, Palermo, choć nie przewidywały tego żadne uprzednie plany (według których „Monty” miał wyzwolić Messynę w ciągu kilku dni).
Patton wysłał silny zwiad w kierunku miasta Agrigento, wyzwalając je, i za zgodą Alexandra kontynuował atak w kierunku Palermo. Alexander wkrótce zmienił jednak zdanie i zakazał Pattonowi dalszego ataku, ten jednak, po otrzymaniu zmienionego rozkazu odpowiedział, iż informacja nie została zrozumiana z powodów zniekształceń transmisji i zanim Alexander przesłał rozkaz ponownie, wojska Pattona wkroczyły do Palermo.
Upadek Palermo zainspirował zamach stanu przeciwko Benito Mussoliniemu, który został odsunięty od władzy. I chociaż wyłączenie Włoch z wojny było jednym z celów ataku na Sycylię, ten zamach stanu całkowicie zaskoczył aliantów, którzy nie spodziewali się takiego przebiegu zdarzeń.
Pomimo upadku Palermo Brytyjczykom nadal nie udało się przełamać frontu nieprzyjaciela i Patton zmienił kierunek ataku, posuwając się północnym wybrzeżem w kierunku Messyny, która stała się jego nowym celem. Wojska osi, którymi dowodził teraz niemiecki generał Hans Hube, przygotowały silną linię obrony (tzw. linia Etny) dookoła Messyny, która miała umożliwić stopniowe wycofywanie i ewakuowanie sił włoskich i niemieckich. Patton rozpoczął swój atak na wysokości miasta Troina i po ciężkich walkach, przy pomocy desantu morskiego za linią frontu, udało mu się w końcu przełamać opór przeciwnika.
Wojska osi wygrały dość czasu, aby ewakuować większość swoich sił do Włoch. Elementy amerykańskiej 3 Dywizji Piechoty wkroczyły do Messyny kilka godzin po tym, jak wyspę opuściły ostatnie oddziały niemieckie.
Warto zauważyć, że według pierwotnego planu zaproponowanego przez Pattona, wojska amerykańskie miały wylądować niedaleko Messyny i ją zdobyć pierwszą, uniemożliwiając przy tym ucieczkę i ewakuację obrońców.

## Konsekwencje inwazji
Straty po stronie sił Osi wyniosły 29 tys. żołnierzy zabitych i zaginionych oraz 140 tys. jeńców. Po zdobyciu przez Amerykanów lotniska pod Santo Pietro doszło do tzw. masakry w Biscari, w której amerykańscy żołnierze zamordowali 73 jeńców, tłumacząc się później, że zostali do tego zainspirowani płomiennymi przemówieniami Pattona. Straty sił amerykańskich wyniosły 2237 zabitych i zaginionych oraz 6544 rannych i jeńców. Brytyjczycy stracili 2721 zabitych i 10 122 rannych i jeńców. Niewątpliwą klęską aliantów był fakt, że obrońcom udało się ewakuować z wyspy ponad 100 tys. żołnierzy i ponad 10 tys. pojazdów różnego typu.
Inwazja miała też poważne konsekwencje na froncie wschodnim. Po rozpoczęciu operacji „Husky” Niemcy byli zmuszeni zakończyć bitwę na łuku kurskim, gdyż zdecydowali się wysłać część jednostek biorących w niej udział do Włoch.
„Husky” była największą operacją amfibijną II wojny światowej, pod względem liczby żołnierzy i długości frontu. W momencie lądowania przyćmiła ona nawet późniejszą operację Overlord. Strategiczne cele inwazji, jakimi było otwarcie Morza Śródziemnego i wyeliminowanie Włoch z wojny, zostały częściowo osiągnięte. Powodzenie operacji umożliwiło także następne posunięcie, jakim była inwazja na Włochy (operacja Baytown).

## Galeria

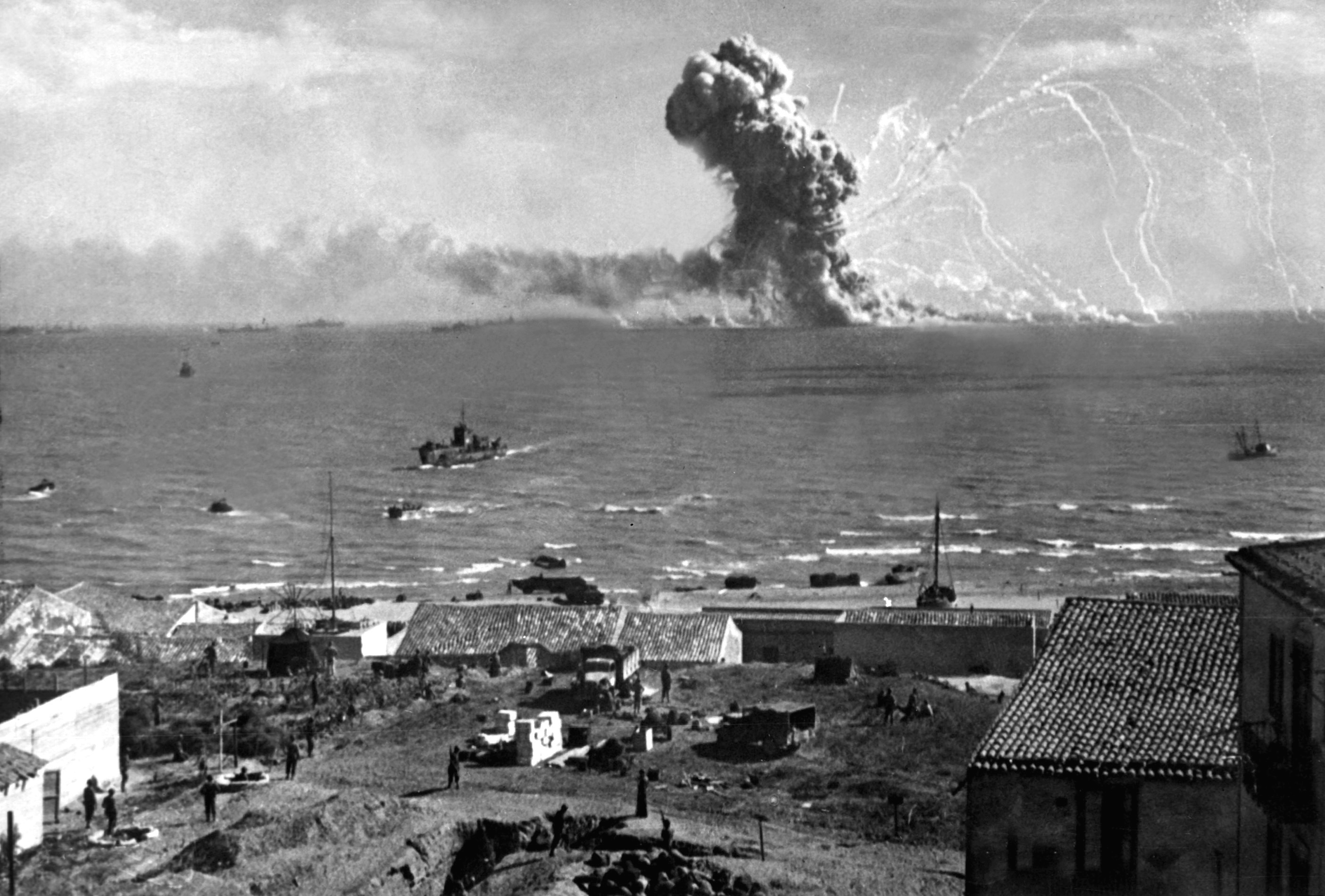
Eksplozja statku "Robert Rowan" po trafieniu niemiecką bombą u wybrzeży Sycylii, 11 lipca 1943
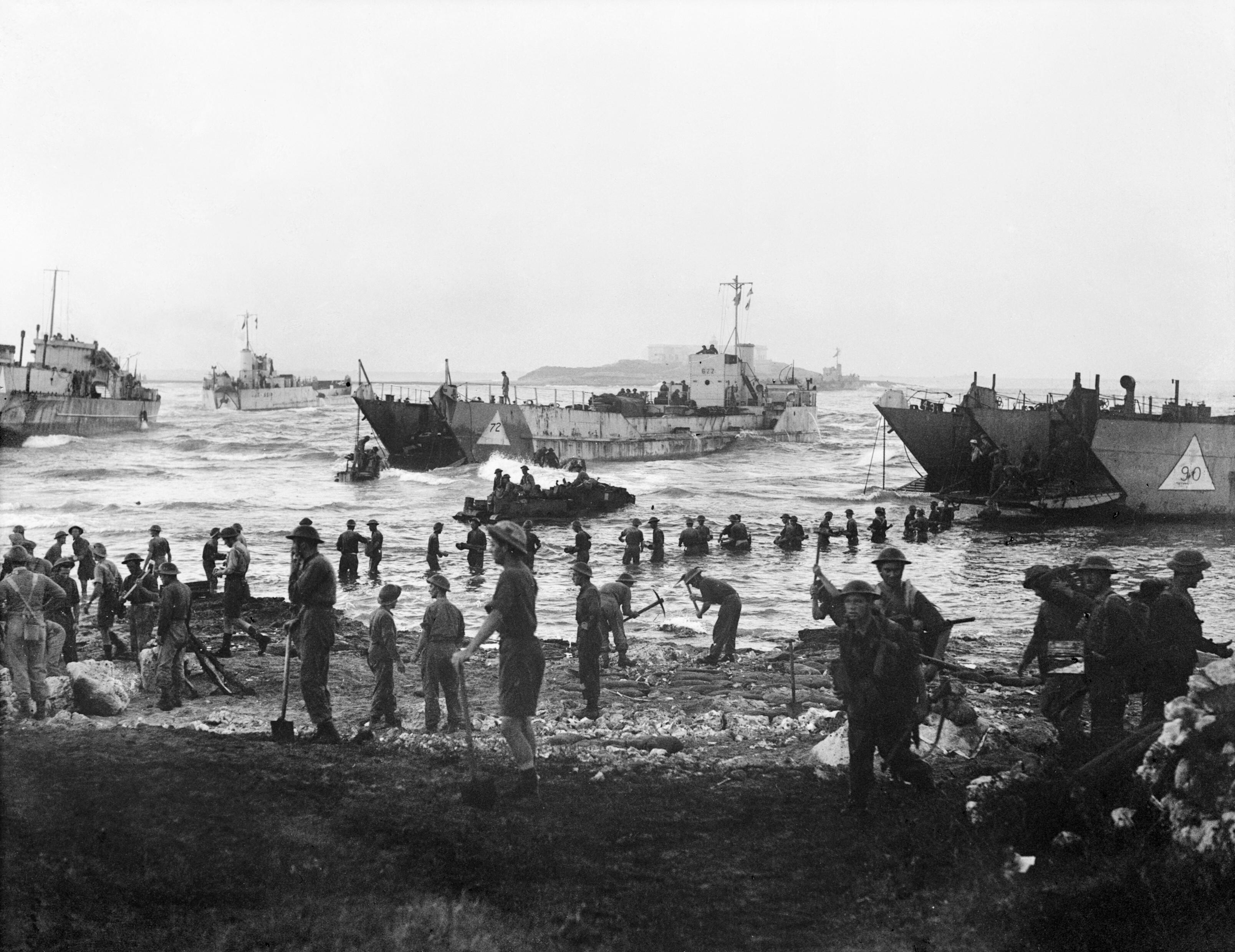
Lądowanie brytyjskiej 51 Dywizji Piechoty Highland na Sycylii, 10 lipca 1943
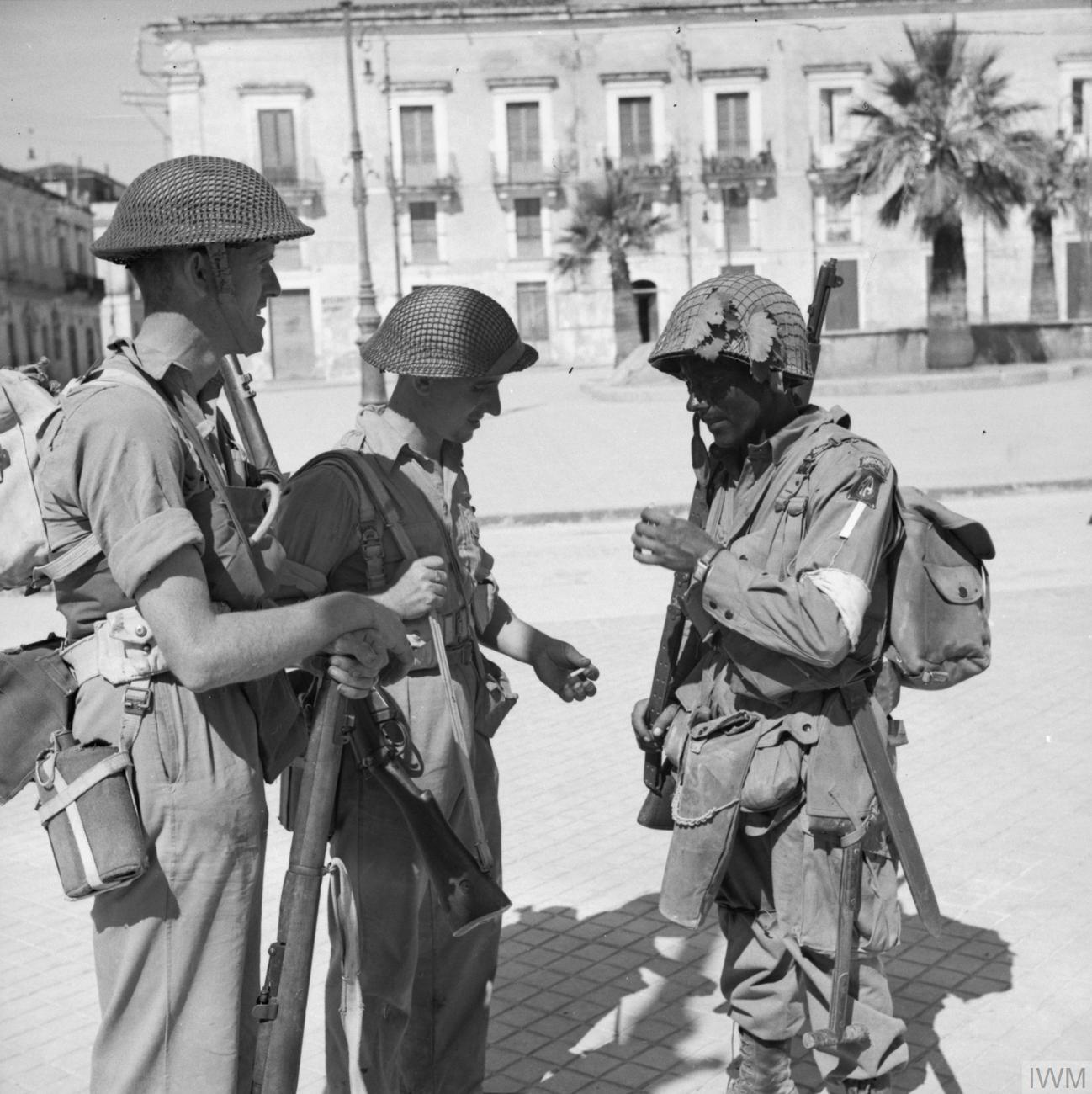
Brytyjscy żołnierze 50 Dywizji Piechoty w mieście Avola na Sycylii, 11 lipca 1943
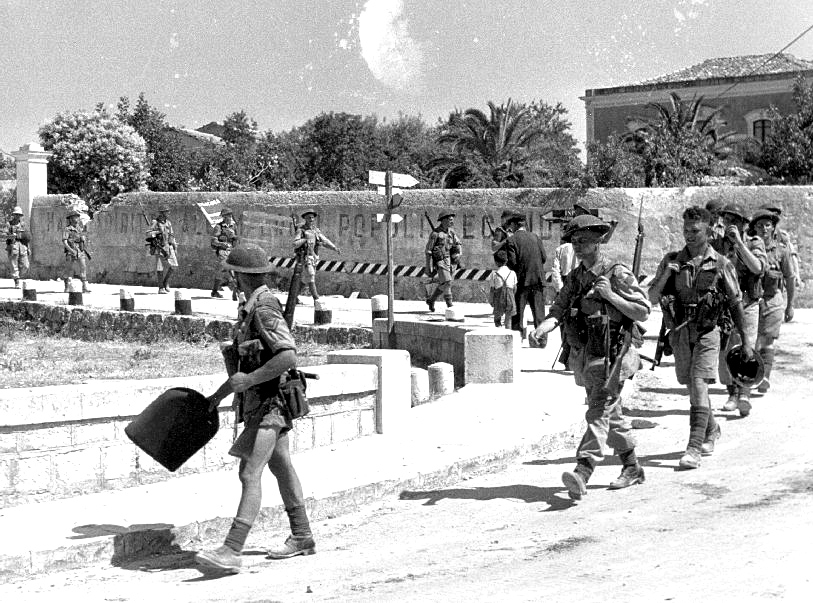
Kanadyjczycy z 1 Dywizji Piechoty wkraczają do Modica, 13 lipca 1943
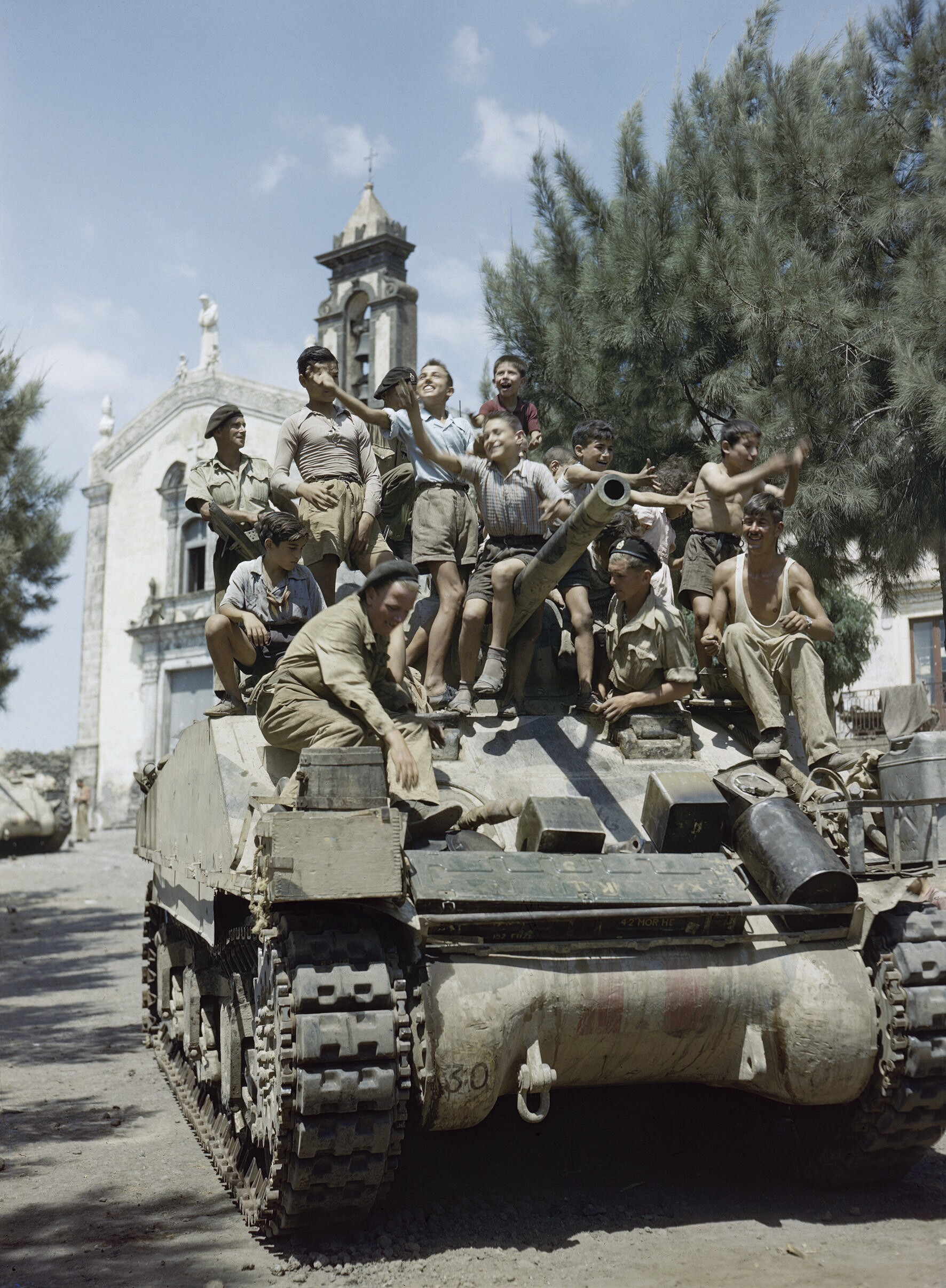
Czołg M4 Sherman brytyjskiej 8 Armii w czasie wyzwolenia Katanii
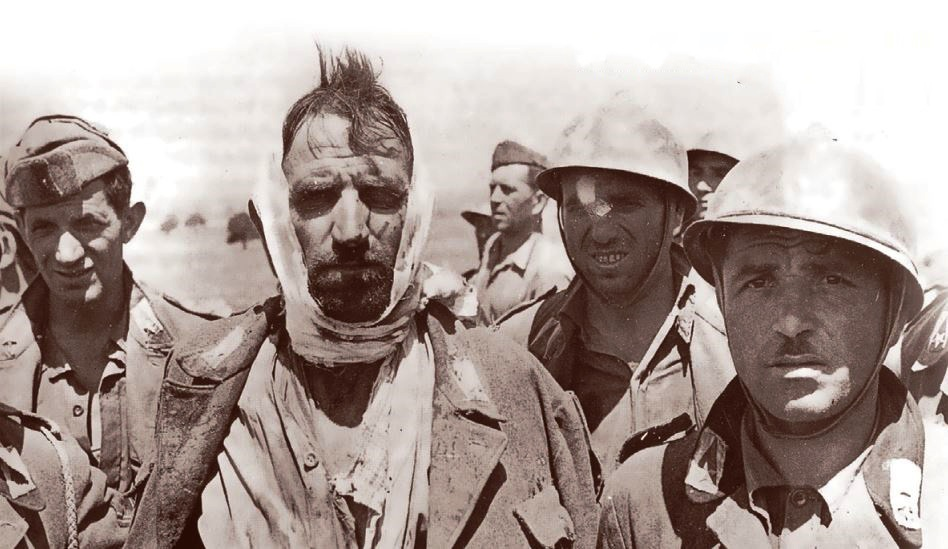
Włoscy jeńcy z 206 Dywizji Obrony Wybrzeża w niewoli alianckiej, koniec lipca 1943
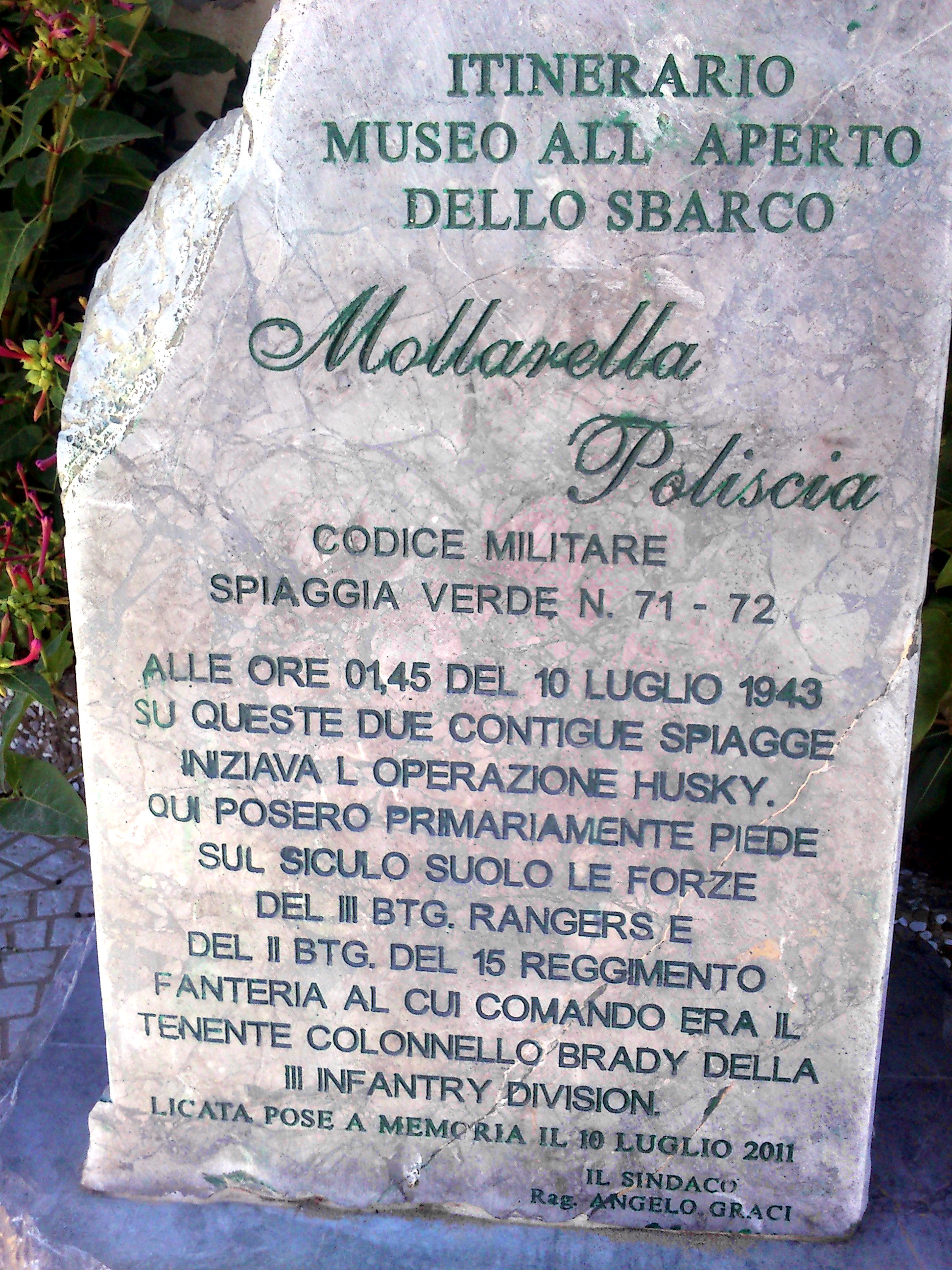
Tablica pamiątkowa poświęcona żołnierzom alianckim poległym w walkach o Sycylię
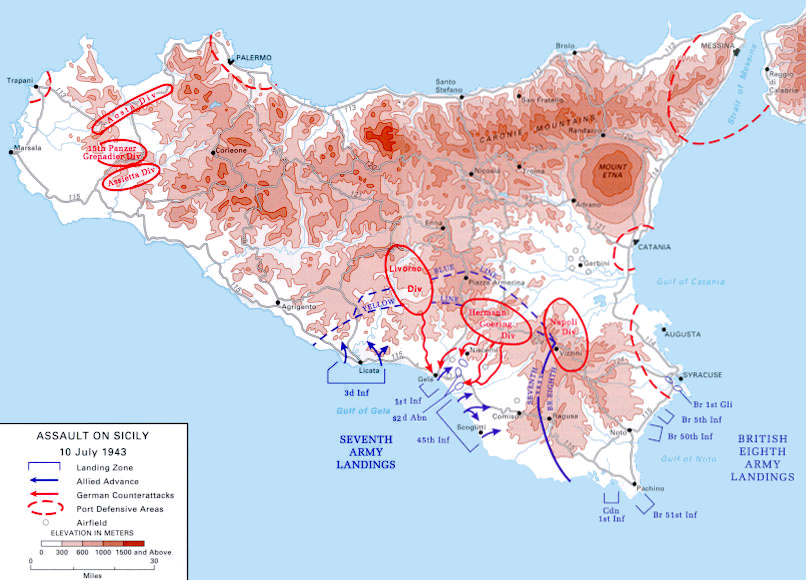
Mapa lądowania na Sycylii 10 lipca 1943
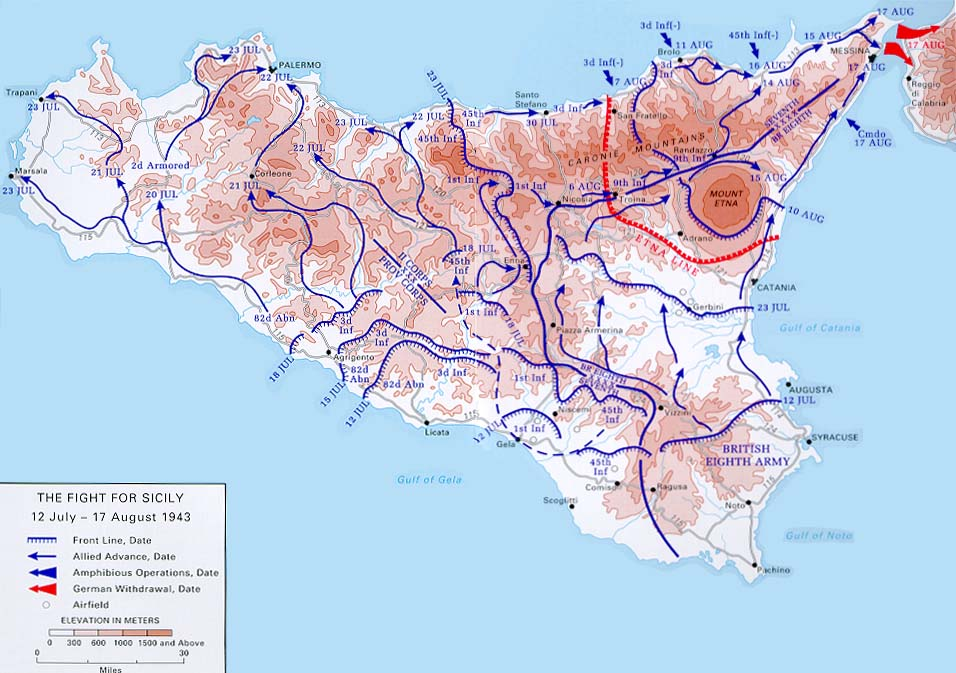
Przebieg działań wojennych na Sycylii do 17 sierpnia 1943